# Cuestión de peso (Chile)
Cuestión de peso fue un programa de televisión chileno, adaptación del programa argentino del mismo nombre, que se dedicó a ayudar a un grupo de personas obesas a bajar de peso. Fue transmitido desde el 14 de mayo de 2007, luego de que Canal 13 comprara los derechos a la compañía Endemol. Fue conducido por la periodista Jennifer Warner. El programa culminó el 6 de junio de 2008, tras un año al aire.
A pesar de la buena evaluación como programa de ayuda social. Este programa finalizó debido a que el canal quería ahorrar en presupuesto y este programa resultó uno de los más caros para Canal 13. Los participantes siguieron con su tratamiento y de hecho todavía participan gracias al espacio que le dio el matinal Juntos, el show de la mañana. [cita requerida].

## Pesajes
Pesajes de Control: se realizan para saber cuántos kilos ha bajado el participante.Se realizan los días martes, miércoles y jueves.
Pesajes de Eliminación: se realizan los lunes y viernes. Los pesajes de eliminación, dejan fuera del programa a los participantes que no bajan el 1% de su peso anterior.
Pesajes de Competencia: los participantes son divididos en Tres grupos de acuerdo a su nivel de sobrepeso: Peso Pluma, peso mediano y peso pesado. Cada grupo compite entre los días martes, miércoles y jueves entre sí para la final del viernes. Ganan premios en efectivo.

## Participantes
- Jaqueline Mancilla (191 kg)
- Lorena Carrasco (118 kg)
- Eddie Oro (con 230 kg) (el peso más alto en el programa)
- Andrés Arancibia (132 kg)
- Daniela Miholovic
- Carmen Gloria Urzua (La participante más longeva de C.d.p)
- Carolina Escobar
- Pilar Valenzuela
- Patricio Lennox-Robertson
- Milton Bitelbick Schoenffeldt "Don Milton"
- Sebastian Iturriaga
- Cristian Aravena
- Carla Sanguinetti (123.8 kilos)

## Eliminados
- Andres/2008
- Nacho/2008
- Harold (Participó en Amor Ciego)
- Nicole
- Marcela
- Yoyo
- Lucho
- Andrea
- Soledad
- David
- Jaqueline (*)
- Rebeca (*)
- Martina (abandonó el programa luego de haber participado por una semana, debido a problemas personales)

(*) Volvieron en el repechaje

## Dados de alta
- Rebeca
- Chechi
- Yasna
- Juan Francisco
- Juan Luis
- Toto
- Renzo
- Don milton
- Carla
- Lorena

## Personal de profesionales
Panelistas:
- Doctor tratante: Camilo Bossa
- Nutriólogo (Nutrición, diabetes y metabolismo): Felipe Pollak
- Nutricionista: Andrea Valenzuela
- Psicóloga: Viviana Assadi
- Personal Trainers: Loreto Alvarado y Felipe Apablaza

Espacio en el programa:
- Chef: Pablo Guerra